# Hippogryph

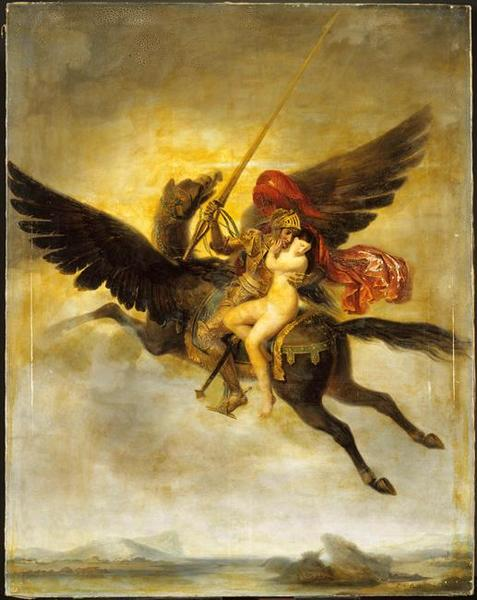
Hippogryph (Louis-Édouard Rioult, 1824)

Der Hippogryph (re-gräzisierte Form des italienischen ippogrifo, Zusammensetzung aus altgriechisch ἵππος hippos „Pferd“ und italienisch grifo „Greif“, dies aus lateinisch gryphus, dies wiederum aus altgriechisch γρύψ gryps) ist ein Fabelwesen im Sinne eines Mischwesens, das zur Hälfte Greif und zur anderen Hälfte Pferd ist. Der aus dem Griechischen gebildete Begriff ist eine Erfindung von Matteo Maria Boiardo, der das unglaublich schnell rasende Fabelwesen 1486 in seinem Roman „Der verliebte Roland“ (L’Orlando Innamorato) auftreten ließ. 1532 übernahm Ariost den „Ross-Greif“ in sein Fortsetzungs-Epos „Der rasende Roland“.
Die Idee zu dem Mischwesen basiert auf einer gelehrten Redewendung, wonach eine Kreuzung zwischen einem Greif und einem Pferd ein Ding der Unmöglichkeit sei. Vermutlich wurde Boiardo von einer Stelle in den Eclogae des Vergil inspiriert, in der eine solche Paarung als Metapher für eine absurde Ehe verwendet wird („Nunmehr werden sich Greife mit Pferden paaren“).
Im Epos „Der rasende Roland“ dient der Hippogryph verschiedenen Helden als schnelles Reit- bzw. Flugtier. Roger (Ruggiero) rettet mit seiner Hilfe die schöne Prinzessin Angelica vor einem Meeresungeheuer, und der englische Prinz Astolfo fliegt auf dem Hippogryphen sogar zum Mond, um dort Rolands verlorenen Verstand wiederzufinden.
In späteren Erzählungen, z. B. bei dem deutschen Dichter Christoph Martin Wieland (Oberon), taucht der Hippogryph oft als Synonym für Pegasus auf. Joseph von Eichendorff schrieb das Gedicht „Hippogryph“ und Friedrich Schiller „Pegasus im Joche“. Wilhelm Raabe verwendete den Begriff in der Erzählung „Die Gänse von Bützow“.
Gelegentlich taucht der Hippogryph in der modernen Fantasy auf, so unter anderem in Eric Rücker Eddisons Der Wurm Ouroboros (1922) und im Rollenspiel Dungeons & Dragons. In der deutschen Übersetzung der Harry-Potter-Romane von Joanne K. Rowling wird die Form „Hippogreif“ verwendet, die aber den in anderen Sprachen üblichen Bezeichnungen näher kommt. Im Englischen werden sowohl hippogriff (so bei Rowling) als auch hippogryph verwendet. Der Hippogreif Seidenschnabel spielt eine Schlüsselrolle im dritten Band, Harry Potter und der Gefangene von Askaban.
In der griechischen Mythologie gibt es ein ähnliches Mischwesen, das Hippalektryon, dessen Vorderteil vom Pferd und dessen Hinterteil vom Hahn stammt. Das Hippalektryon hat vier Beine und Flügel.
In der Heraldik ist das Motiv unter der Bezeichnung Pferdegreif bekannt.